# Pańćapathi

Symbol ruchu Ayyavazhi

Pańćapathi (tamil. பஞ்ச பதி, „pięć siedzib Boga”, ang. Pancha pathi) – pięć głównych ośrodków pielgrzymkowych związanych z południowoindyjskim ruchem religijnym ayyavazhi. Ośrodki te są traktowane jako podstawowe pathi (miejsca pobytu Boga) i najważniejsze ośrodki kultu ayyavazhi. Pierwszą z pathi i zarazem główną siedzibą ruchu jest Swamithope Pathi. Pozostałe to: Mutta Pathi, Thamaraikulam Pathi, Ambala Pathi i Poo Pathi.
Wszystkie pathi znajdują się w promieniu piętnastu kilometrów od leżącego na południowym krańcu Indii miasta Kanyakumari.